# Найтуиш
Найтуиш (на английски: Nightwish) е финландска симфоничен/пауър метъл група, основана през 1996 г. от Туомас Холопайнен, заедно с Емпу Вуоринен и Таря Турунен.
В началото групата е замислена като акустичен проект. Първите им записи са няколко акустични песни, които влизат в албума Angels Fall First. През 1997 г., след като към тях се присъединява барабанистът Юка Невалайнен, се насочват към метъла.
По-голямата част от текстовете и аранжиментите на песните са дело на основателя и клавирист на групата Туомас Холопайнен. Успехът на групата се дължи отчасти на вокалите, изпълнени от Таря Турунен, която е завършила класическо и оперно пеене в Германия. След присъединяването си басистът на групата Марко Хиетала е и втори вокалист.
Музикалният стил на Найтуиш се описва като епичен метъл, пауър метъл, метъл-опера и симфоничен метъл. Туомас Холопайнен в свое изказване описва музиката на Найтуиш като „мелодичен хевиметъл с женски вокали“.
Групата има две световни турнета – From Wishes to Eternity от 2001 и Once Upon a Tour от 2004/05. Първото им турне обхваща предимно държави от Западна Европа и Скандинавия. С второто си турне Once Upon a Tour, което завършва на 21 октомври 2005 година в Hartwall Arena в Хелзинки, групата изнася концерти в много държави навсякъде по света: Румъния, Канада, САЩ, Япония, Германия и др. След края на финалния концерт останалите членове на групата връчват писмо на Турунен, в което ѝ обясняват, че вече не желаят да е член поради отношението ѝ към групата. Като фактор е изтъкнато и влиянието на съпруга ѝ – Марсело Кабули. За следващите албуми Таря Турунен е заменена с Анет Олсон. Изненадващо на 1 октомври 2012 г. по средата на турнето представящо новия албум на групата, Анет Олсон е освободена след 5 години съвместна работа и е заменена с нидерландката Флор Янсен.

## История

### Angels Fall First (1996 – 1997)
Идеята за създаването на групата се ражда в главата на Туомас Холопайнен след като прекарва една нощ с приятели около огъня на палатков лагер. Групата става факт малко след това – в началото на 1996 година. Холопайнен кани за вокалист Таря Турунен, негова приятелка от училище, след като констатира добрите ѝ гласови данни. Китаристът Емпу Вуоринен е последният музикант, присъединил се към проекта на този етап.
По това време техният музикален стил е базиран на експериментите на Холопайнен, комбиниращ синтезатор, акустична китара и оперните вокали на Турунен. През декември 1996 приключват записите по първия демо албум, включващ три акустични песни: Nightwish, The Forever Moments и Etiäinen. На първата от тези три песни – Nightwish, е кръстена и групата.
В началото на 1997 към групата се присъединява барабанистът Юка Невалаинен, а акустичната китара на Емпу Вуоринен бива заменена от електрическа. През април групата влиза в студио, за да запише нови седем песни, включително и нова, подобрена версия на Etiäinen. Тези песни могат да бъдат намерени в ограничения тираж на Angels Fall First, който е единственият албум, в който са записани вокали на Туомас Холопайнен.
През май същата година подписват договор със Spinefarm Records за издаване на два албума. През ноември излиза албумът Angels Fall First, който достига до номер 31 във финландската класация за албуми. Албумът не е много добре приет от критиците.
През декември 1997 Найтуиш изнасят първия си концерт в града, в който е създадена групата – Китее. През зимата на 1997/98 изнасят още само седем концерта, тъй като Невалаинен и Вуоринен отбиват военна служба, а Турунен трябва да продължи следването си.

### Oceanborn и Wishmaster (1998 – 2000)
През 1998 към Nightwish се присъединява басистът Сами Ванска – стар приятел на Туомас Холопайнен. След заснемането на клипа към The Carpenter те издават следващия си албум – Oceanborn. В албума ясно личи по-добрата техничност и прогресът по отношение на композициите и аранжиментите. Участва и Тапио Вилска (от групата Finntroll) в две от песните – Devil and the Deep Dark Ocean и The Pharaoh Sails to Orion. Албумът достига до пето място във финландската класация за албуми, а сингълът Sacrament of Wilderness – до първо в класацията за песни.
Вторият сингъл от албума е Walking in the Air – кавър на пиеса на композитора Хауърд Блейк.
През 1999 записват сингъла Sleeping Sun (Four Ballads of the Eclipse), посветен на слънчевото затъмнение над Германия по това време. Там сингълът се продава в 15 000 копия още първата седмица след излизането си. През август Oceanborn получава сертификат за златен статус.
През 2000 „Найтуиш“ участват във финландските квалификации за фестивала Евровизия с песента си Sleepwalker. Те печелят вота на публиката, но журито ги отхвърля, поради което остават на второ място. През май издават албума си Wishmaster, който се задържа три седмици на първо място във финландската класация за албуми. През тези три седмици получава сертификат за платинен статус. Въпреки дълго излизащите и чакани от дълго време албуми на Айрън Мейдън и Бон Джоуви, албумът бива оценен и от германското списание Rock Hard. Единственият сингъл от албума е Deep Silent Complete.

### Over the Hills and Far Away / Century Child (2001 – 2003)
През 2001 Найтуиш записват кавър на песента на Гари Мур Over the Hills and Far Away заедно с няколко нови песни и римейк на една стара. Песните излизат в EP-то Over the Hills and Far Away. В записите вземат участие двама гост музиканти – Тони Како (от групата Sonata Arctica) и Тапио Вилска. Под името From Wishes to Eternity са издадени VHS, DVD и CD материали, записани по време на концертите им в Тампере. Малко след това Сами Ванска е помолен от Туомас да напусне групата. Заместен е от Марко Хиетала (от групите Tarot и Sinergy). Освен в изпълненията на китарните партии, басисът участва и като вокал.
През 2002 издават Century Child и синглите Ever Dream и Bless the Child. Основната разлика от предишните им албуми е участието на оркестър в повечето песни и приближаването до класическата музика. Два часа след излизането си албумът получава златен сертификат, а две седмици след това – платинен. Изкачва се до челните места на много класации. Към Bless the Child е заснет клип, но излизането му не е съпроводено от второ издание на сингъла. Избраната за нов сингъл песен е End of All Hope. Клипът на песента съдържа кадри от финландския филм Kohtalon kirja.
През 2003 издават второто си DVD – End of Innocence. През лятото на същата година Таря Турунен се жени, което подклажда слухове, че групата е пред разпадане.

### Once (2004 – 2005)
На 7 юни 2004 излиза албумът Once, последван от сингъла към него Nemo, който става най-успешният им до този момент сингъл. Песента достига първите места на музикалните класации във Финландия и Унгария и влиза в челната десетка на пет други държави.
В девет от общо единадесет от песните в Once уччаства Лондонската филхармония. Това е вторият им албум, в който има песен на фински – Kuolema tekee taiteilijan. Once достига три пъти платинен статус във Финландия, платинен – в Германия и златен – в Швеция и достига до първо място в Гърция, Германия, Норвегия и Унгария. Последвалите сингли са Wish I Had an Angel, Kuolema tekee taiteilijan (издаден само във Финландия) и The Siren. Освен комерсиалният успех, албумът е много добре приет от критиците.
Успехът на албума позволява провеждането на ново турне – Once Upon a Tour, което им позволява да посетят държави, в които дотогава не са изнасяли концерти.
През септември 2005 издават компилация с най-добрите си песни, обхващаща неща от цялата им дискография. Компилацията се казва Highest Hopes и включва кавър на песента High Hopes на Пинк Флойд. Това е първата песен, в която Хиетала пее сам. Освен High Hopes в албума е включен и римейк на Sleeping Sun, който също е преиздаден като сингъл. За песента е заснет и нов клип, който е включен в германското издание на сингъла.

### End of an Era (2005 – 2006)
На 21 октомври 2005, непосредствено след приключването на записите за новото DVD End of an Era, което излиза през юни 2006, Туомас Холопайнен, Марко Хиетала, Емпу Вуоринен и Юка Невалайнен съобщават посредством отворено писмо, че прекъсват работата си с Таря Турунен. Като основна причина за това се смятат прекалено комерсиалните възгледи на Турунен, подтикнати от нейния съпруг. Веднага след това писмото е публикувано на официалния сайт на групата.
Турунен отговаря на действията им казвайки, че новината я удря като „гръм от ясно небе“. Тя обявява персоналната атака срещу съпруга ѝ като напълно неоправдана. Малко след това тя отговаря посредством писмо към нейните фенове, публикувано на нейния сайт.

### Dark Passion Play (2006 – 2007)
Сред спряганите за заместнички на Таря Турунен са имената на вокалистката на група Tristan, както и за все още неизвестна начинаеща оперна певица или Lady Angellyca от испанската група Forever Slave.
На 17 март 2006 групата обявява чрез официалния си уебсайт, че търси нова вокалистка. Обявата гласи, че не търсят задължително оперна певица, което оставя феновете на групата изключително учудени.
На 12 юни Невалайнен обявява, че групата е аранжирала девет нови песни, записите на които биха могли да се осъществят в рамките на месец.
На 19 февруари 2007 е обявено името на първия сингъл от новия албум. Eva ще бъде бъде излъчван от финландски радиостанции от 07:00 на 30 май 2007 и ще е достъпен за сваляне от избрани онлайн музикални магазини. На 16 май групата показа обложката на сингъла (въпреки че никога няма да бъде издаван на физически носител).
Не след дълго – на 25 май 2007 – е разкрита самоличността на новата вокалистка Анет Олсон, която замества Таря Турунен. Новият албум, носещ името Dark Passion Play, излиза на 28 септември 2007 г. От него са издадени още четири сингъла – Amaranth, Erämaan Viimeinen, Bye Bye Beautiful и The Islander.

### Imaginaerium (2008 – 2011)
През ноември 2011 г. излиза дългоочакваният нов албум на групата. Албумът е концептуален и доста различен от досегашните творби на Найтуиш. Запазено е епичното звучене, но са добавени нови симфонични аранжименти, които изпъкват в песните.
Групата тръгва на световно турне, за да представя албума през януари 2012 г. През лятото на същата година участват на няколко фестивала заедно с американците от Металика и Слейър. Времето за изпълнение на Найтуиш е отредено точно преди излизането на хедлайнерите Металика.
На 1 октомври 2012 г. по време на американската част от турнето, групата излиза с изненадващо съобщение, че се разделя с вокалистката си Анет Олсен. Още същия ден на нейно място застава Флоор Янсен – нидерландска рок и метъл певица. С този акт Найтуиш частично връщат звученето си от периода с Таря Турунен, тъй като гласът на Янсен е плътен и наподобява звученето на Турунен. На този етап е обявено, че Флоор Янсен само ще помогне да завърши турнето, но в интервю тя споделя, че не е изключено да се присъедини към групата за постоянно. Поканата от Найтуиш не я изненадва, но я изненадва много времето, в което е повикана, тъй като тя вече е помолена да се присъедини към тях, но от ноември.

## Влияния
Туомас Холопайнен, автор на всички авторски текстове и композитор на музиката, казва, че до голяма степен той се вдъхновява от филмовата музика. Песни като Beauty of the Beast и Ghost Love Score са пример за това.
Често пъти Найтуиш са сочени като вдъхновение от страна на други групи. Например Симоне Симонс от Epica казва, че е започнала да изучава оперно пеене, вдъхновена от пеенето на Турунен. Бившата вокалистка на Visions of Atlantis Никол Богнер признава, че до голяма степен са получили вдъхновението си за първия албум от тях. Сандер Гоманс от After Forever казва, че Найтуиш винаги ги вдъхновяват за създаването на нови песни.

## Състав

### Настоящи членове
- Флоор Янсен – вокали (от 2012)
- Туомас Холопайнен – синтезатор (от 1996)
- Емпу Вуоринен – китара (от 1996)
- Юка Невалайнен – барабани (от 1997)

### Предишни членове
- Анет Олсон – вокали (2007 – 2012)
- Таря Турунен – сопрано (1996 – 2005)
- Сами Ванска – бас китара (1998 – 2001)
- Сампа Хирвонен – бас китара (1997) – само за концертните участия
- Маряна Пелинен – беквокали (1997) – само за концертните участия
- Марко Хиетала – бас китара, вокали (2001 – 2021)

## Дискография

### Албуми
- Angels Fall First (1997)
- Oceanborn (1998)
- Wishmaster (2000)
- Century Child (2002)
- Once (2004)
- Dark Passion Play (2007)
- Imaginaerium (2011)
- Endless Forms Most Beautiful (2015)
- Human. :II: Nature. (2020)

### Сингли
- The Carpenter (1997)
- Sacrament of Wilderness (1998)
- Passion and the Opera (1998)
- Walking in the Air (1999)
- Sleeping Sun (Four Ballads of the Eclipse) (1999)
- Deep Silent Complete (2000)
- Over the Hills and Far Away (2001)
- Ever Dream (2002)
- Bless the Child (2002)
- Nemo (2004)
- Wish I Had an Angel (2004)
- Kuolema tekee taiteilijan (2004)
- The Siren (2005)
- Sleeping Sun (2005)
- Eva (2007)
- Amaranth (2007)
- Erämaan Viimeinen (2007)
- The Islander (2008)
- Storytime (2011)

### Компилации
- Tales from the Elvenpath (2004)
- Bestwishes (2005)
- Highest Hopes (2005)
- The Sound of Nightwish Reborn (2008)
- Lokikirja (2009)
- Walking in the Air – The Greatest Ballads (2011)
- Decades (2018)

### DVD
- From Wishes to Eternity (2001)
- End of Innocence (2003)
- End of an Era (2006)
- Imaginaerum: Tour Edition (2012)
- Showtime, Storytime (2013)
- Endless Forms Most Beautiful – Tour Edition (2015)
- Vehicle of Spirit (2016)

## Кавъри

### Концертни изпълнения
- Crazy Train на Ози Озбърн
- Wild Child на W.A.S.P.
- Crimson Tide на Ханс Цимер
- Deep Blue Sea на Тревор Рабин
- Don't Talk to Strangers на Dio
- Symphony of Destruction на Megadeth

### Студийни записи
- Where Were You Last Night на Анки Багър
- High Hopes на Pink Floyd
- Phantom of the Opera на Андрю Лойд Уебър
- Over the Hills and Far Away на Гари Мур
- Walking in the Air на Хауърд Блейк

## Световни турнета
- From Wishes to Eternity (2001)
- Once Upon a Tour (2004 – 2005)
- Dark Passion Play World Tour (2007-)
- Endless Forms Most Beautiful (2015)